# Tipula (Pterelachisus) meijerella
Tipula (Pterelachisus) meijerella is een tweevleugelige uit de familie langpootmuggen (Tipulidae). De soort komt voor in het Oriëntaals gebied.